# Peliala fecialis
Peliala fecialis är en fjärilsart som beskrevs av Augustus Radcliffe Grote 1873. Peliala fecialis ingår i släktet Peliala och familjen nattflyn. Inga underarter finns listade i Catalogue of Life.